# Fundació L'Atlàntida
La Fundació L'Atlàntida (originalment «Fundació d'Estudis Osonencs») és una fundació privada de Vic, sense afany de lucre, que gestiona l'Escola de Música de Vic (EMVIC) i el teatre municipal L'Atlàntida. La fundació està dirigida per Lluís Vila i d'Abadal des del seu canvi de nom, el 2009.
El 2015 va concedir el I Premi Oriol Martorell de Pedagogia Musical a Maria Dolors Bonal, juntament amb l'Ajuntament de Vic, que reconèix bianualment personalitats de la música que han dedicat la seva vida professional a la pedagogia musical i han contribuït a l'ensenyament musical. La temporada 2021 va estar vinculada a projectes relacionats amb les dones.